# Michelle Fairley
Pour les articles homonymes, voir Fairley.
Michelle Fairley, née le 11 juillet 1963 à Coleraine, en Irlande du Nord, au Royaume-Uni, est une actrice nord-irlandaise de cinéma, de télévision et de théâtre.
Elle est principalement connue pour avoir interprété le rôle de Catelyn Stark dans la série Game of Thrones, celui de Ava Hessington dans Suits, avocats sur mesure, et celui de Margot Al-Harazi dans 24 heures chrono.

## Biographie

### Jeunesse
Michelle Fairley est née à Coleraine en Irlande du Nord, le 11 juillet 1963. Elle est la fille de Brian Fairley, un patron de bistrot, et de Theresa Fairley, une infirmière. Elle a deux sœurs, et trois frères.
À l'adolescence, elle devient membre de l'Ulster Youth Theatre. Une fois diplômée, elle déménage à Belfast où elle perfectionne son jeu d'actrice dans une école de théâtre. Elle y côtoie un ancien collègue de l'Ulster Youth Theatre, Conleth Hill, qu'elle retrouvera des années plus tard dans la série télévisée Game of Thrones, tous deux jouant un personnage récurrent.
Elle déménage finalement à Londres en 1986, où elle commence sa carrière d'actrice.

### Carrière
À ses débuts, Michelle Fairley joue principalement dans des pièces de théâtre à Londres, et se contente de petits rôles à la télévision.
Elle est notamment apparue dans un certain nombre d'émissions de télévision britanniques, comme The Bill ou encore Holby City.
Elle a repris le rôle de Mme Granger dans Harry Potter et les Reliques de la Mort, en remplacement de Heather Bleasdale, qui l'avait incarnée dans Harry Potter et la Chambre des secrets.
Le 19 mars 2010, il est annoncé qu'elle jouera le rôle de Catelyn Stark dans la série d'HBO, Game of Thrones, en remplacement de Jennifer Ehle qui avait joué le personnage dans l'épisode pilote. Du fait de l'extrême popularité de la série, ce rôle qu'elle tiendra pendant 3 saisons donne une dimension internationale à sa carrière. Sa performance y est notamment acclamée par la critique.
En 2013, elle rejoint la distribution de la série Suits, avocats sur mesure pour la troisième saison. Elle y joue le rôle récurrent de Ava Hessington. Elle y retrouve notamment encore une fois Conleth Hill, son ami d'enfance qui jouait aussi dans Game of Thrones dans le rôle de Varys, l'Araignée. Une année plus tard, elle rejoint la distribution de la saison 9 de 24 heures chrono, pour 8 épisodes. Elle y campe le rôle de la terroriste Margot Al-Harazi. Cette saison s'impose comme la deuxième série la plus suivie aux États-Unis de l'été 2014 sur la cible commerciale des 18-49 ans, derrière Under the Dome, bien que l'audience soit en baisse par rapport aux saisons précédentes.
En 2015, elle joue sous la direction de Ron Howard dans Au cœur de l'Océan, dans le rôle secondaire de Mme Nickerson. Cependant le film est un échec critique et commercial.
Le 11 mai 2016, il est annoncé qu'elle rejoint la distribution de l'adaptation du roman de Philippa Gregory, The White Princess. Une série historique de 8 épisodes diffusée par la chaîne américaine Starz. Cette série est la suite de la série The White Queen, diffusée en 2013. Elle interprète le personnage de Margaret Beaufort l'un des personnages principaux. La série obtient de bonnes audiences pour la chaîne Starz, et obtient des critiques plutôt positives. Une suite est commandée par Starz, mais sans Michelle Fairley.
En parallèle, Michelle Fairley n'abandonne pas le théâtre, qu'elle admet préférer à la télévision ou le cinéma. Après 4 années d'absences elle marque son retour sur les planches en 2015 avec la pièce Splendour. Puis en 2017 dans la pièce Road à la Royal Court, et une année plus tard au Bridge Theatre, dans la pièce de Shakespeare Jules César, dans le rôle de Cassius, normalement joué par un homme. La pièce est un succès critique et est diffusée le 22 mars 2018 en direct via le National Theatre Live dans des cinémas du monde entier.
En 2018, elle est annoncée dans la distribution d'une nouvelle série commandée par Amazon appelée The Feed, adaptée du livre du même nom. Elle y campe le rôle principal de Margaret Hatfield, au côté notamment de David Thewlis. La série est sélectionnée pour faire partie de la compétition officielle de la seconde édition du festival Canneséries. La même année elle rejoint la distribution de la nouvelle série de Gareth Evans, Gangs of London, pour une diffusion prévue en 2020.

### Vie privée
Michelle Fairley est très discrète sur sa vie privée. Lors d'une rare interview pour le quotidien d'information britannique The Daily Telegraph, elle explique ne pas avoir d'enfant, et qu'elle vit seule dans l'est de Londres depuis sa séparation avec son compagnon en 2012.
En 2018, elle s'engage au côté de nombreuses autres stars irlandaises pour le droit à l'avortement en Irlande. La même année son père décède des suites d'une longue maladie alors qu'elle est à Londres pour la pièce Jules César, l'obligeant à être remplacée pour quelques représentations.
Elle est proche des acteurs de Game of Thrones Richard Madden ainsi que Lena Headey, qui a notamment choisi Michelle Fairley pour interpréter le personnage principal de son premier court-métrage "The Trap".
En 2019, elle décide d'acquérir la nationalité Irlandaise, sur fond de Brexit, tous les Nord-Irlandais étant éligibles à la double nationalité depuis la signature de l’accord du Vendredi Saint en 1998.

## Filmographie

### Cinéma

#### Courts métrages
- 2000 : The Second Death de John Michael McDonagh : Aisling
- 2002 : Shearing d'Eicke Bettinga : Yvonne
- 2009 : Suicide Man de Craig Pickles : femme sur la falaise
- 2016 : Game of Thrones, La Danse des Dragons (Bonus) : Catelyn Stark (Voix off)
- 2016 : Edith : Shelia
- 2019 : The Trap de Lena Headey

#### Longs métrages
- 1987 : Hidden City de Stephen Poliakoff : la femme de ménage
- 1990 : Secret défense (Hidden Agenda) de Ken Loach : Teresa Doyle
- 1998 : La Fille d'un soldat ne pleure jamais (A Soldier's Daughter Never Cries) de James Ivory : Mademoiselle O'Shaunessy
- 1998 : Marrakech Express (Hideous Kinky) de Gillies MacKinnon : Patricia
- 2001 : Les Autres (The Others) d'Alejandro Amenábar : Mme Marlish
- 2010 : Chatroom d'Hideo Nakata : Rosie
- 2010 : Harry Potter et les Reliques de la Mort (Harry Potter and the Deathly Hallows) de David Yates : Mme Granger
- 2010 : Anton Chekhov's The Duel de Dover Kosashvili : Marya
- 2010 : Cup Cake de Colin McIvor : Annie McNabb
- 2013 : The Invisible Woman de Ralph Fiennes : Caroline Graves
- 2013 : Philomena de Stephen Frears : Sally Mitchell
- 2013 : Jack et la mécanique du cœur de Mathias Malzieu et Stéphane Berla : Brigitte Heim (voix)
- 2014 : Montana de Mo Ali : Jones
- 2014 : Le Sang des Templiers 2 (Ironclad : Battle for Blood) de Jonathan English : Joan De Vesci
- 2015 : Au cœur de l'Océan (In the Heart of the Sea) de Ron Howard : Mme Nickerson
- 2021 : L'Ombre d'un mensonge (Nobody Has to Know) de Bouli Lanners : Millie[16]
- 2024 : Tu ne mentiras point (Small Things Like These) de Tim Mielants : Mrs. Wilson

### Télévision

#### Téléfilms
- 1993 : Comics : Nula O'ReillyMichelle Fairley et d'autres acteurs de Game of Thrones au Comic-Con

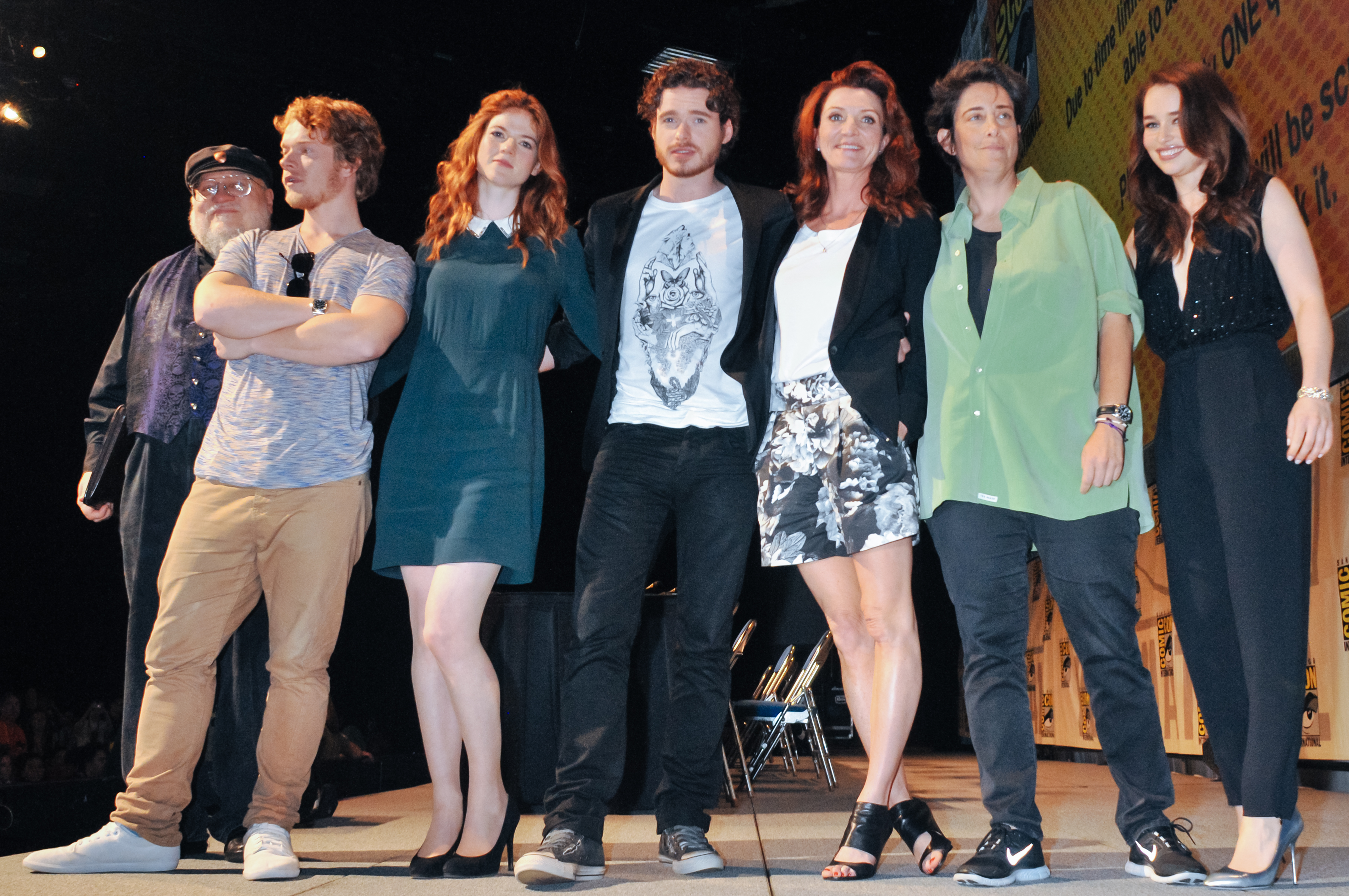
Michelle Fairley et d'autres acteurs de Game of Thrones au Comic-Con

- 1995 : Life After Life : Roisin Donaghy
- 1996 : The Precious Blood : Jean McBride
- 1999 : Vicious Circle : Frances
- 2000 : McCready and Daughter : Bernadette
- 2005 : La Principale : Sonia Venning
- 2009 : Best : His Mother's Son (en) : Ann Best
- 2009 : A Short Stay in Switzerland : Mme Savery
- 2014 : Common : Shelagh
- 2018 : To Provide All People : Alison
- 2019 : Responsible Child : Kerry Stephens

#### Séries télévisées
- 1989 : Saracen (saison 1, épisode 06 : Starcross) : Maeve
- 1990 : Theatre Night (saison 5, épisode 04 : Pentecost)
- 1990 : 4 Play (saison 1, épisode 08 : Valentine Falls) : Maureen
- 1991 : Children of the North : Kate
- 1991 - 1993 : Casualty :
  - (saison 6, épisode 02 : Judgement Day) : Kathy Emerick
  - (saison 8, épisode 04 : No Place to Hide) : Kate Maguire
- 1992 : Screenplay (saison 7, épisode 02 : Force of Duty) : Jenny
- 1992 : Les Règles de l'art (saison 3, épisode 09 : Smoke Your Nose) : Nancy Phelan
- 1992 - 1993 : Screen Two :
  - (saison 8, épisode 02 : Flea Bites) : Sharon
  - (saison 9, épisode 03 : The Long Roads) : Fiona Gibbons
- 1994 : Cardiac Arrest (saison 1, épisode 02 : Doctors and Nurses) : Casualty Sister Karen Teller
- 1995 : The Bill (saison 11, épisode 77 : No Choice) : Beth Spence
- 1995 : Inspecteur Morse (Inspector Morse) (saison 8, épisode 01 : Meurtres dans un sous-bois) : Cathy Michaels
- 1996 : Safe and Sound (6 épisodes) : Eleanor Delaney
- 1996 : A Mug's Game : Kathy Cowan
- 1997 : The History of Tom Jones, a Foundling (mini-série, saison 1, épisodes 2 à 5) : Mme Fitzpatrick
- 1997 : The Broker's Man (6 épisodes) : Gabby Rodwell
- 1999 : Births, Marriages and Deaths (saison 1, épisode 1 à 4) : Pat
- 2001 : Rebus : Janice Mee
  - (saison 1, épisode 03 : Dead Souls)
  - (saison 1, épisode 04 : Mortal Causes)
- 2001 : En immersion (In Deep) (2 épisodes) : Eva/Phoebe
  - (saison 1, épisode 01 : Flics contre flics [1/2])
  - (saison 1, épisode 02 : Flics contre flics [2/2])
- 2003 : Holby City (saison 6, épisode 06 : Keep It in the Family) : Heidi Drury
- 2003 : The Clinic (saison 1, épisode 06) : Shirley
- 2005 : The Golden Hour (saison 1, épisode 04) : Julia Harper
- 2006 : Strictly Confidential (saison 1, épisode 02) : Carol Machin
- 2006 : The Catherine Tate Show (saison 1, épisode 01) : Nurse
- 2007 : The Street (saison 2, épisode 06) : Paul's Mum
- 2007 : Scotland Yard, crimes sur la Tamise (Trial & Retribution) (saison 10, épisode 09 : Comme deux gouttes d'eau - 1re partie) : Mme Jenkins
- 2009 : Taggart (saison 25, épisode 07 : Lili Rose !) : Joan Revie
- 2009 : Misfits (2 épisodes) : Louise Young, la mère de Nathan
  - (saison 1, épisode 01 : Une journée particulière)
  - (saison 1, épisode 02 : Il y a quelqu'un qui sait)
- 2009 : Lark Rise to Candleford (saison 2, épisode 10) : Mme Lizbeth Patterson
- 2010 : Inspecteur Barnaby (Midsomer Murders) (saison 13, épisode 06 : Mort par K.O.) : Iris Holman
- 2011 : Affaires non classées (Silent Witness) (2 épisodes) : DI Suzy Harte
  - (saison 14, épisode 05 : Stress post-traumatique [1/2])
  - (saison 14, épisode 06 : Stress post-traumatique [2/2])Peter Dinklage et Michelle Fairley, en 2013

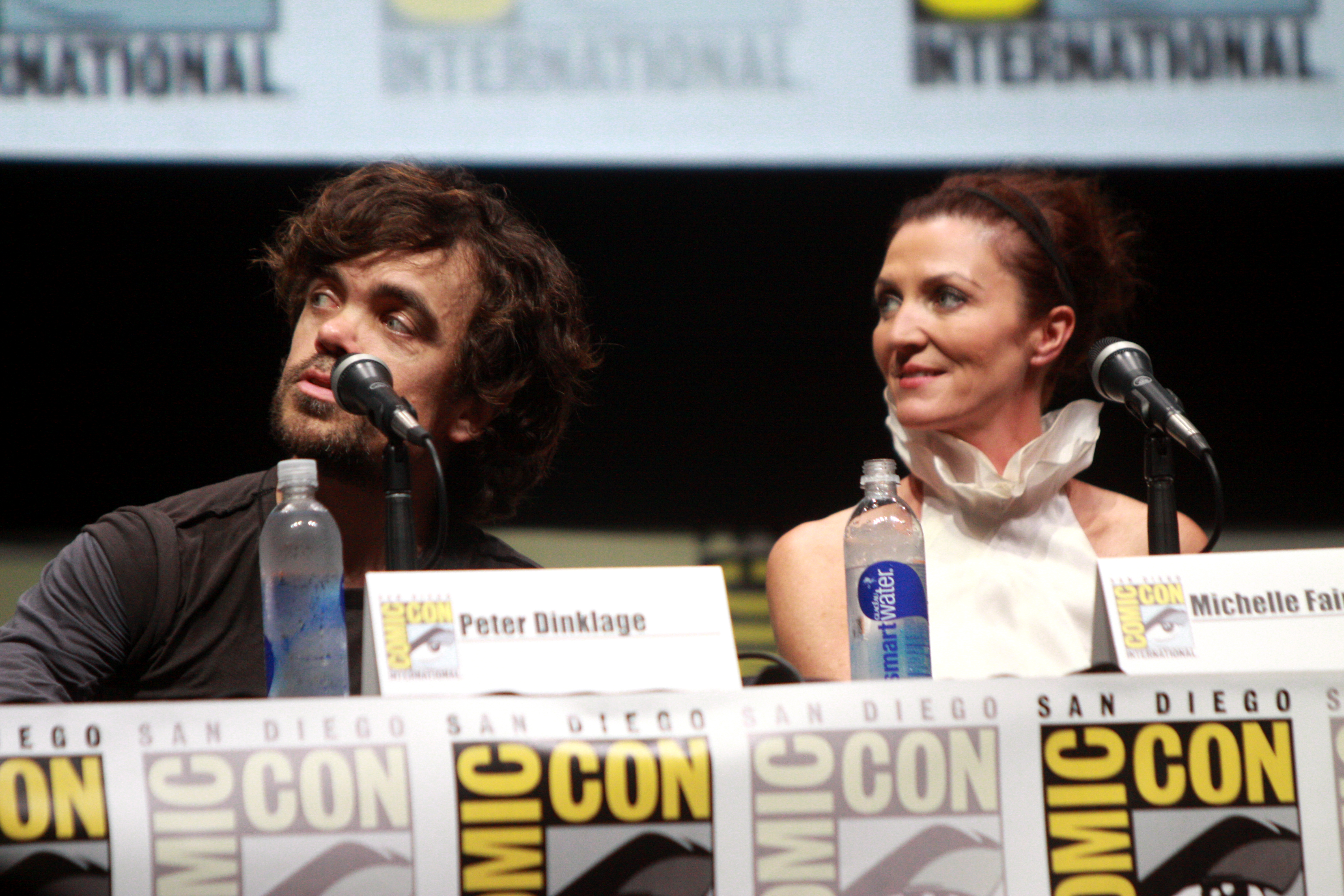
Peter Dinklage et Michelle Fairley, en 2013

- 2011-2013: Game of Thrones (25 épisodes) : Catelyn Stark
- 2012 : Coming Up (saison 10, épisode 07 : Colour) : Jen
- 2013 : Suits, avocats sur mesure (Suits) (9 épisodes) : Ava Hessington
- 2014 : 24 heures chrono (24) (8 épisodes) : Margot Al-Harazi
- 2014 : Resurrection (saison 2) : Margaret Langston
- 2015 : The Lizzie Borden Chronicles : Aideen Trotwood
- 2015 : Crossing Lines (Saison 3) : Sophie Baines
- 2016 : Rebellion (Mini-série) : Dolly Butler
- 2017 : Fortitude (Saison 2) : Freya Lennox
- 2017 : The White Princess : Margaret Beaufort[6]
- 2017 : Penn Zero : Héros à mi-temps : (Saison 2, épisode 5 : A Tale of Two Wizards / Rockullan, Papyron, Scissorian) : Reine Igneous
- 2019 : The Feed : Meredith Hatfield

- Depuis 2020 : Gangs of London : Marian Wallace[11]
- 2023 : Queen Charlotte: A Bridgerton Story

## Théâtre

### Comédienne
- 1993 : Oleanna de David Mamet : Carol
- 2000 : The Weir de Conor McPherson : Valerie
- 2003 : Scenes from the Big Picture d'Owen McCafferty : Helan
- 2003 : Loyal Women, Neverland de Gary Mitchell  Brenda
- 2004 : Ashes to Ashes d'Harold Pinter
- 2006 : The Wild Duck de Henrik Ibsen
- 2006 : Gates of Gold de Frank McGuinness : Alma
- 2007 : Othello de William Shakespeare : Emilia
- 2007 : Macbeth de William Shakespeare : Lady Macbeth
- 2009 : Dancing at Lughnasa de Brian Friel : Kate
- 2010 : Greta Garbo Came to Donegal de Frank McGuinness: Paulie Hennessy
- 2011 : Remembrance Day de June Ballinger : Sveta
- 2015 : Splendour d'Abi Morgan : Genevieve
- 2017 : Road de Jim Cartwright : Helen/Marion/Brenda
- 2018 : Julius Caesar de William Shakespeare : Cassius

### Clips-Vidéos
- 2017 : Psycho Jam de WildHood[17]

## Distinctions

### Récompenses
- 2014 : IFTA Awards du meilleur second rôle féminin dans une série télévisée dramatique pour Game of Thrones.
- 2018 : Women's Image Awards (en) de la meilleure actrice dans une série télévisée/ mini-série pour The White Princess.
- 2018 : Clarence Derwent Awards de la meilleure actrice dans un second rôle pour Julius Caesar[18].

### Nominations
- 2008 : Oliver Awards de la meilleure performance dans un second rôle pour Othello
- 2010 : IFTA Awards de la meilleure actrice TV dans un rôle principal pour Best : His Mother's Son (en)
- 2012 : 20e cérémonie des Screen Actors Guild Awards, Screen Actors Guild Award de la meilleure distribution pour une série télévisée dramatique pour la série Game of Thrones, partagée avec les autres acteurs.
- 2012 : IFTA Awards de la meilleure actrice TV pour Game of Thrones
- 2013 : Gold Derby TV Award du second rôle féminin dans une série télévisée dramatique pour Game of Thrones.
- 2014 : 21e cérémonie des Screen Actors Guild Awards, Screen Actors Guild Award de la meilleure distribution pour une série télévisée dramatique pour la série Game of Thrones, partagée avec les autres acteurs.
- 2014 : Saturn Awards de la meilleure actrice dans un second rôle, pour la série Game of Thrones
- 2016 : IFTA Awards de la meilleure actrice dans un second rôle dans une série télévisée dramatique pour Rebellion.
- 2019 : WhatsOnStage Awards(en) de la meilleure actrice dans un second rôle dans une pièce de théâtre pour Julius Caesar.[19]